# Pseudobunaea kituloensis
Pseudobunaea kituloensis is een vlinder uit de familie nachtpauwogen (Saturniidae). De wetenschappelijke naam van deze soort is voor het eerst geldig gepubliceerd in 2010 door Philippe Darge.
De soort komt voor in het Afrotropisch gebied.

## Type
- holotype: "male, 17.I.2010, leg. Ph. Darge"
- instituut: Collectie Philippe Darge, Clénay, Frankrijk
- typelocatie: "Tanzania, Mbeya Region, border of the Kitulo National Park, Igoma Forest, 09°00.221'S 033°38.822'E, 2322 m"